# Аше, Курт
Курт Генрих Аше (нем. Kurt Heinrich Asche; 11 октября 1909, Гамбург — 16 апреля 1997, Гамбург, Германия) — оберштурмфюрер СС, специалист по решению еврейского вопроса в оккупированной Бельгии.

## Биография
Курт Аше родился 11 октября 1909 года в семье мастера-столяра. После окончания народной школы с 1924 по 1927 год учился на аптекаря, работая по специальности до 1930 года. В 1931 году присоединился к Штурмовым отрядам (СА). 1 декабря 1931 года вступил в НСДАП (билет № 857136). 1 апреля 1935 года поступил в отделение СД в Берлине, где сначала нёс охранную службу, а потом работал стенографистом. С ноября 1939 по 1940 год служил в отделении СД в оккупированном Люблине в ведомстве по еврейскому вопросу. Как он позже объяснял на процессе в Киле, массовые расстрелы айнзацгрупп полиции безопасности и СД были известны только «по слухам». В январе 1941 года был переведён в Брюссель. В местном отделении полиции безопасности и СД его начальником был консультант по еврейскому вопросу Виктор Хумперт. Несколько месяцев позже Аше уже сам возглавил отдел по еврейскому вопросу.
В Брюсселе Аше организовал депортацию в концлагерь Освенцим. Для этого он поддерживал тесные связи с Адольфом Эйхманом, который организовывал проведение окончательного решения еврейского вопроса. Из 25 000 людей, отправленных в Освенцим, выжило только 500. Кроме того, Аше возглавлял акцию задержания скрывавшихся евреев и присутствовал при отправлении транспорта из транзитного лагеря Мехелен в Освенцим. Аше обогатился за счёт имущества бельгийских евреев и поэтому в качестве дисциплинарного взыскания в конце октября 1943 года был переведён в отделение СД в Генте. 9 мая 1944 года полицейский суд СС в Брюсселе приговорил его к заключению на один год и четыре месяца. Аше был отправлен в исправительный лагерь Данциг-Мацкау. В январе 1945 года был зачислен в полк СС и воевал под Данцигом. 23 марта 1945 года был ранен. После ранения Аше удалось через Свинемюнде добраться до Бернбурга, где он проходил лечение в военном госпитале.

### После войны
Когда американские войска вошли в Бернбург, Аше бежал из военного госпиталя в гражданской одежде. Неподалеку от Гослара он попал в плен и находился в американском лагере в Падерборне до августа 1945 года. После освобождения работал на гравийном заводе в Гамбурге. С 1947 по 1955 год жил под именем Курт Кляйн. С 1952 года работал заведующим складом в компании по производству спальных вагонов. В 1962 году Людвигсбургское центрально-земельное управление по расследованию преступления нацистов смогло установить его настоящую личность. Только после интенсивных расследований со стороны парижского адвоката Сержа Кларсфельда и его жены Беаты в феврале 1975 года прокуратура Киля предъявила обвинение Аше, Эрнсту Элерсу, Константину Канарису и Карлу Филицу, но 1-я палата земельного суда Фленсбурга отказался открывать судебный процесс 27 января 1976 года, на том основании, что обвиняемый якобы не знал куда отправляются депортированные им евреи. 1 марта 1977 года по требованию прокуратуры уголовный сенат верховного земельного суда Шлезвига передал дело на разбирательство в земельный суд Киля. Аше подал жалобу в конституционный суд на том основании, что он был лишён адвоката. 23 ноября 1979 федеральный конституционный суд ФРГ отклонил жалобу. 26 ноября 1980 года начался судебный процесс в кильском суде присяжных. 8 июля 1981 года Аше был приговорен к 8 годам лишения свободы за пособничество в убийстве приблизительно 10 000 евреев. В приговоре было указано, что, как и многие другие, он был послушным помощником преступной системы и его лидеров, чьи планы и идеи он поддерживал. 25 января 1983 года Аше начал отбывать своё наказание в тюрьме Фульсбюттель. 24 сентября 1987 года был освобождён и в дальнейшем проживал в районе Аймсбюттель.